# Satz von Lusin
Der Satz von Lusin (nach Nikolai Nikolajewitsch Lusin) ist ein mathematischer Satz aus der Maßtheorie. Er besagt, dass der Definitionsbereich einer messbaren Funktion so eingeschränkt werden kann, dass die Funktion auf dieser Einschränkung stetig ist und dabei die vom Definitionsbereich entfernte Menge „beliebig klein“ sein darf.
Lusin lieferte den Beweis dieses Satzes im Jahr 1912, nachdem der Satz 1903 von Émile Borel zunächst angedeutet und von Henri Lebesgue mathematisch formuliert worden war.

## Motivation des Satzes
Aus der Definition des Lebesgue-Maßes folgt sofort, dass jede stetige Funktion messbar ist. Am Beispiel der Dirichlet-Funktion
{\displaystyle D(x)={\begin{cases}1,&{\mbox{wenn }}x{\mbox{ rational}}\\0,&{\mbox{wenn }}x{\mbox{ irrational}}\end{cases}}}
welche alle rationalen Zahlen auf 1 und alle irrationalen Zahlen auf 0 abbildet, sieht man, dass es messbare Funktionen gibt, welche in keinem Punkt stetig sind. Der Satz von Lusin zeigt nun, dass eine messbare Funktion „fast stetig“ ist. Was unter „fast stetig“ zu verstehen ist, geht aus dem Satz hervor.

## Satz von Lusin
Im Folgenden bezeichnet {\displaystyle \lambda } das Lebesgue-Maß.
Sei {\displaystyle M\subset \mathbb {R} ^{n}} eine messbare Menge mit {\displaystyle \lambda (M)<\infty }. Sei {\displaystyle f\colon M\to {\mathbb {R} }} eine messbare und beschränkte Funktion, so gibt es zu jedem {\displaystyle \varepsilon >0} eine kompakte Menge {\displaystyle K\subset M} mit {\displaystyle \lambda (M\backslash K)<\varepsilon } derart, dass die Einschränkung {\displaystyle f|_{K}} stetig ist.
Es ist möglich, die Aussage noch zu verschärfen: Sei {\displaystyle M\subset \mathbb {R} ^{n}} messbar und {\displaystyle f\colon M\to \mathbb {R} } messbar. Dann gibt es zu jedem {\displaystyle \varepsilon >0} eine Menge {\displaystyle K\subset M} mit {\displaystyle \lambda (M\backslash K)<\varepsilon } und eine stetige Funktion {\displaystyle {\tilde {f}}\colon M\to \mathbb {R} }, die auf {\displaystyle K} mit {\displaystyle f} übereinstimmt.

## Beispiel
Es scheint ein Widerspruch zu obigem Beispiel zu bestehen, wenn man {\displaystyle M=[0,1]} und {\displaystyle f=D|_{[0,1]}:[0,1]\to \mathbb {R} } betrachtet, denn die Funktion {\displaystyle f=D|_{[0,1]}} ist in keinem Punkt aus {\displaystyle [0,1]} stetig. Man beachte aber, dass der Satz von Lusin nicht behauptet, dass die Funktion {\displaystyle f} in jedem Punkt aus {\displaystyle K} stetig ist. Er besagt vielmehr, dass eine andere Funktion, nämlich die Einschränkung {\displaystyle f|_{K}}, in jedem Punkt aus {\displaystyle K} stetig ist.
Um das für obige Funktion {\displaystyle f=D|_{[0,1]}} zu demonstrieren, sei {\displaystyle (r_{n})_{n}} eine Abzählung der rationalen Zahlen in {\displaystyle [0,1]}. Zu vorgegebenem {\displaystyle \varepsilon >0} setze {\displaystyle U_{n}=\left(r_{n}-{\tfrac {\varepsilon }{2^{n+2}}},r_{n}+{\tfrac {\varepsilon }{2^{n+2}}}\right)\cap [0,1]}. Dann enthält die Vereinigung dieser Mengen alle rationalen Punkte, sie ist relativ offen mit Maß kleiner als {\displaystyle \varepsilon }, und auf dem kompakten Komplement {\displaystyle K} ist die Funktion konstant 0, das heißt, {\displaystyle f|_{K}} ist die Nullfunktion und daher stetig.

## Verallgemeinerung
Der Satz von Lusin gilt nicht nur für Funktionen auf messbaren Mengen im {\displaystyle {\mathbb {R} }^{n}}. Er lässt sich auch auf reellwertige Funktionen lokalkompakter Räume verallgemeinern:
Sei {\displaystyle (X,\Sigma ,\mu )} ein Maßraum, wobei {\displaystyle X} lokalkompakt, {\displaystyle \Sigma } eine σ-Algebra auf {\displaystyle X}, die die Borelmengen umfasst, und {\displaystyle \mu } ein reguläres Maß sei. {\displaystyle f\colon X\to {\mathbb {R} }} sei eine {\displaystyle \Sigma }-messbare Funktion.
Dann gibt es zu jedem {\displaystyle A\in \Sigma } mit {\displaystyle \mu (A)<\infty } und zu jedem {\displaystyle \varepsilon >0} eine kompakte Menge {\displaystyle K\subset A} mit {\displaystyle \mu (A\setminus K)<\varepsilon }, so dass {\displaystyle f|_{K}} stetig ist.
In der Situation dieses Satzes kann man sogar eine stetige Funktion {\displaystyle g\colon X\to {\mathbb {R} }} mit kompaktem Träger finden, so dass {\displaystyle f|_{K}=g|_{K}}.

## Beweis

### Herleitung aus dem Satz von Jegorow
Da {\displaystyle f} als beschränkte, messbare Funktion zu {\displaystyle L^{1}(M)} gehört und da die stetigen Funktionen in diesem Raum dicht liegen, gibt es eine Folge {\displaystyle (f_{n})_{n}} stetiger Funktionen, die in der {\displaystyle L^{1}}-Norm gegen {\displaystyle f} konvergiert. Indem man zu einer Teilfolge übergeht, kann man annehmen, dass außerhalb einer Menge vom Maß 0 punktweise Konvergenz vorliegt. Nach dem Satz von Jegorow liegt dann gleichmäßige Konvergenz außerhalb einer Menge vom Maß kleiner als {\displaystyle \varepsilon } vor, und diese Menge kann wegen der Regularität des Lebesgue-Maßes als offen angenommen werden. Das Komplement {\displaystyle K} ist dann kompakt, und auf {\displaystyle K} konvergiert die Folge gleichmäßig. Daher ist die Grenzfunktion {\displaystyle f|_{K}} stetig.

### Herleitung der verallgemeinerten Aussage nur aus elementaren Eigenschaften des Maßes
Sei {\displaystyle f:X\rightarrow \mathbb {R} } {\displaystyle \mu }-messbar wie im Satz und {\displaystyle A\in \Sigma :\mu (A)<\infty }. Im Folgenden zeigen wir, dass es kompakte Mengen {\displaystyle D_{i}\subseteq A} und eine Folge stetiger Funktionen {\displaystyle g_{i}:D_{i}\rightarrow \mathbb {R} } gibt, welche auf {\displaystyle K:=\cap _{i=1}^{\infty }D_{i}} gleichmäßig gegen {\displaystyle f} konvergieren. Falls dann noch gilt, dass {\displaystyle \mu (A\setminus K)<\varepsilon } ist der Satz bewiesen. Zunächst konstruieren wir die {\displaystyle D_{i}}. Für alle {\displaystyle i\in \mathbb {N} } überdecken wir den Bildraum dafür mit disjunkten Borelmengen mit maximalem Durchmesser {\displaystyle {\frac {1}{i}}} also:
{\displaystyle \{B_{ij}\}\subseteq \mathbb {R} :\quad \mathbb {R} =\bigcup _{j=1}^{\infty }B_{ij},\quad \sup\{|x-y|:x,y\in B_{ij}\}<{\frac {1}{i}}}
Dann wird {\displaystyle A} von den (insbesondere messbaren) Urbildern {\displaystyle A_{ij}:=f^{-1}(B_{ij})} abgedeckt: {\displaystyle A=\bigcup _{j=1}^{\infty }A_{ij}}.
Da {\displaystyle \mu } von innen regulär ist, können wir die Urbilder von innen durch kompakte Mengen annähern, also:
{\displaystyle \forall \epsilon >0\ \exists K_{ij}\subseteq A_{ij}\ {\text{kompakt}}:\mu (A_{ij}\setminus K_{ij})<{\frac {\epsilon }{2^{i+j}}}}
Durch {\displaystyle \sigma }-subadditivität folgt:
{\displaystyle \mu (A\setminus \bigcup _{j=1}^{\infty }K_{ij})\leq \sum _{j=1}^{\infty }\mu (A_{ij}\setminus K_{ij})<{\frac {\epsilon }{2^{i}}}}
Durch Stetigkeit von Oben folgt weiter (da {\displaystyle \cap _{n=1}^{\infty }\left(\cup _{j=1}^{n}K_{ij}\right)^{C}=\left(\cup _{n=1}^{\infty }\cup _{j=1}^{n}K_{ij}\right)^{C}}):
{\displaystyle \lim _{n\rightarrow \infty }\mu (A\setminus \bigcup _{j=1}^{n}K_{ij})<{\frac {\epsilon }{2^{i}}}}
Also {\displaystyle \exists N_{i}>0:\mu (A\setminus \bigcup _{j=1}^{N_{i}}K_{ij})<{\frac {\epsilon }{2^{i}}}} wir definieren nun {\displaystyle D_{i}:=\bigcup _{j=1}^{N_{i}}K_{ij}}, welche als endliche Vereinigung kompakter Mengen kompakt sind. Da {\displaystyle K:=\cap _{i=1}^{\infty }D_{i}} als Schnitt kompakter Mengen kompakt ist und da {\displaystyle \mu (A\setminus K)=\mu (A\setminus \cap _{i=1}^{\infty }D_{i})=\mu (\bigcup _{i=1}^{\infty }A\setminus D_{i})\leq \sum _{i=1}^{\infty }\mu (A\setminus D_{i})<\epsilon } erfüllt es die Anforderungen aus dem Satz.
Wir konstruieren nun die auf {\displaystyle K} gleichmäßig gegen {\displaystyle f} konvergente Folge stetiger Funktionen {\displaystyle g_{i}:D_{i}\rightarrow \mathbb {R} }. Dafür nehmen wir für alle {\displaystyle i\in \mathbb {N} ,j\leq N_{i}} ein festes {\displaystyle b_{ij}\in B_{ij}} und definieren {\displaystyle g_{i}(x)=b_{ij}} falls {\displaystyle x\in K_{ij}}. Die {\displaystyle g_{i}} sind stetig, da sie auf den Zusammenhangskomponenten der {\displaystyle D_{i}} konstant sind.
Gleichmäßige Konvergenz bleibt zu zeigen: Sei {\displaystyle \epsilon >0} und wähle {\displaystyle i} so groß, dass {\displaystyle \textstyle {\frac {1}{i}}<\epsilon }, dann ist {\displaystyle x\in K\Rightarrow x\in D_{i}\Rightarrow \exists !j:x\in K_{ij}\Rightarrow \exists !j:f(x)\in B_{ij}} und weil auch {\displaystyle g_{i}(x)=b_{ij}\in B_{ij}}
folgt somit {\displaystyle \textstyle |g_{i}(x)-f(x)|\leq \sup\{|x-y|:x,y\in B_{ij}\}<{\frac {1}{i}}<\epsilon }. Analog folgt {\displaystyle \textstyle \forall k>i:|g_{k}(x)-f(x)|<{\frac {1}{k}}<{\frac {1}{i}}<\epsilon }. Als gleichmäßiger Grenzwert stetiger Funktionen ist {\displaystyle f|_{K}} stetig.